# Сазерленд, Хью
Хью Ро́берт Са́зерленд (англ. Hugh Robert Sutherland; 2 февраля 1907, Виннипег — 9 сентября 1990, там же) — канадский хоккеист, чемпион зимних Олимпийских игр 1932 года (и по совместительству чемпион мира) в составе сборной Канады.

## Биография
Играл на позиции защитника, выступал с 1922 по 1927 годы за «Элмвуд Миллионерз», с 1929 года выступал за «Виннипег Виннипегз». В 1930 году подписан американским клубом «Миннеаполис Миллерс», но не сыграл ни одного матча. В 1931 году выиграл Кубка Аллана в составе «Виннипег Виннипегс» и попал на Олимпиаду, где в шести играх забросил одну шайбу. После Олимпиады выступал за клубы «Селкирк Фишермен», «Виннипег Виннипегс» и «Виннипег Брокерс». В 1937 году завершил карьеру.
С 1970-х годов Сазерленд был организатором турнира «Серебряная клюшка» в Сарнии (провинция Онтарио). Включён в Спортивный зал славы Манитобы в 2004 году посмертно как член команды, победившей в 1931 году на Кубке Аллана.